# Назар Стодоля
«Назар Стодоля» — пьеса, написанная Тарасом Шевченко в 1843 году, его выдающееся драматическое произведение.
Пьеса создана на рубеже первого и второго периода творчества Шевченко, она является новым явлением в украинской драматургии. Изображенные в ней события происходят в XVII веке возле Чигирина. Развитие действия представлены в романтическом духе, однако в пьесе преобладают черты реалистического воспроизведения действительности. Этнографически-бытовые картины подчеркивают исторический колорит. Сценические качества драмы обеспечили ей большой успех, и она до сих пор входит в репертуар украинских трупп. На тему пьесы Шевченко, Константин Данькевич написал одноимённую оперу (1960).

## История написания и жанр
Исследователи не пришли к единому выводу относительно языка, на котором создан оригинал пьесы.
Продолжаются споры и относительно жанра «Назара Стодоли». Одни определяют его как исторически-бытовую драму (В. Шубравский), другие считают, что произведение «мало общего имеет с русскими романтическими традициями и своими типичными признаками принадлежит к сентиментально-бытовым пьесам (приперчённым исторической бутафорией), что появились у нас в начале XIX века.» А. Кисель, П. Рулин, а также Василий Ивашкив определяли жанр произведения как мелодраму.

## Сюжет
Сюжет построен на традиционном любовном треугольнике, хотя образ основного Назарового соперника, полковника Молочая, вынесено за пределы текста произведения, а место центрального отрицательного персонажа занимает Хома Кичатый. Традиционный образ матери, которая обычно стремится к браку дочери с богатым, заменено на образ злодея отца, который согласен отступиться от своих намерений только под угрозой смерти.

## Интерпретации и экранизации
- Назар Стодоля (фильм, 1936) — украинский советский фильм-драма 1936 года по сценарию Ивана Кулика.
- Назар Стодоля (фильм, 1953) — украинский советский фильм-спектакль 1953 года.

## Упоминания в других произведениях
- Пьеса «Назар Стодоля» упоминается в книге Николая Островского «Как закалялась сталь».

## Ссылка
- Василий Ивашкив. Тарас Шевченко-драматург: Заметки к теме (К 150-летию смерти) Научное общество им. Шевченко. Онлайн-журнал Общества.